# Gora Przheval’skogo
Gora Przheval’skogo (englische Transkription von russisch Гора Пржевальского Gora Prschewalskowo, deutsch ‚Prschewalski-Berg‘) ist ein Nunatak im ostantarktischen Mac-Robertson-Land. Er ragt westlich des Zentrums des Mitchell Ridge in den Goodspeed-Nunatakkern der Prince Charles Mountains auf.
Russische Wissenschaftler benannten ihn. Der Namensgeber ist nicht überliefert. Wahrscheinlich handelt es sich dabei um den russischen Forschungsreisenden Nikolai Michailowitsch Prschewalski (1839–1888).